# شهاب احمد
شهاب احمد (انگلیسی: Shehab Ahmed؛ زادهٔ ۲۹ مارس ۱۹۸۴) یک بازیکن فوتبال اهل امارات متحده عربی است.
از باشگاه‌هایی که در آن بازی کرده‌است می‌توان به باشگاه فوتبال العین، باشگاه فوتبال عجمان امارات، و تیم ملی فوتبال امارات متحده عربی اشاره کرد.
وی همچنین در تیم ملی فوتبال United Arab Emirates بازی کرده است.